# بوينغ سي-40 كليبر
بوينغ سي-40 كليبر  (بالإنجليزية: Boeing C-40 Clipper)‏ هي طائرة نقل عسكري أنتجت في الولايات المتحدة. من صناعة بوينغ. دخلت الخدمة في 21 أبريل 2001، صنع منها 19 طائرة، وسعر الطائرة الواحدة منها هو 70 مليون دولار.

## المستخدمون
- بحرية الولايات المتحدة
- القوات الجوية الأمريكية